# Oraesia albescens
Oraesia albescens är en fjärilsart som beskrevs av M.Gaede 1940. Oraesia albescens ingår i släktet Oraesia och familjen nattflyn. Inga underarter finns listade i Catalogue of Life.